# Solenanthus minimus
Solenanthus minimus är en strävbladig växtart som beskrevs av August Brand. Solenanthus minimus ingår i släktet Solenanthus och familjen strävbladiga växter. Inga underarter finns listade i Catalogue of Life.